# Тьягу Мартінш
Тьягу Бруну Лопіш Мартінш (порт. Tiago Bruno Lopes Martins, нар. 29 травня 1980) — португальський футбольний арбітр.

## Кар'єра
Розпочав суддівство у другому за рівнем дивізіоні Португалії у 2013 році. Перший матч обслужив 25 серпня 2013 року між Спортінгом Б і Трофенсе. В наступному сезоні він був призначений арбітром Прімейра-Ліги, і провів свій перший матч 31 серпня 2014 року між Насьйоналом і Ароукою.
У 2015 році, Мартінш став арбітром ФІФА і 28 березня 2015 року провів свій перший міжнародний матч в рамках відбору на юнацький (U-19) чемпіонат Європи 2015 року між Росією і Литвою. 2 липня 2015 року здійснив свій перший міжнародний клубний матч між латвійською «Елгавою» і болгарським Літексом в першому відбірковому раунді Ліги Європи УЄФА.
19 липня 2017 року відсудив свій перший матч Ліги Чемпіонів між польським клубом «Легія» і фінський Марієхамном в рамках другого відбіркового раунду. 6 жовтня 2017 року обслужив свій перший матч національних збірних в рамках відбору на чемпіонат світу 2018 року між збірними Італії і Македонії. 7 грудня 2017 року вперше отримав призначення на матчгрупового етапу Ліги Європи УЄФА німецьким клубом Герта і шведським Естерсундом.
Мартінш був призначений головним арбітром на матч фіналу Кубка Португалії, що відбувся 20 травня 2018 року між Авешем і Спортіном.
У квітні 2018 року він був обраний одним з тринадцяти відеоасистентів арбітрів, що візьмуть участь у обслуговуванні матчів чемпіонату світу 2018 року. Мартінш був призначений помічником на матч між Францією і Австралією в Групі C.